# 溫芳玲
溫芳玲（1969年8月9日），生於台灣台北市，北一女、國立台灣大學經濟系畢業，臺灣作家、企業家，動物保育人士，另一個身分是首位華人狐獴攝影師。

## 生涯
大學畢業後曾當了6年的流浪狗義工，至今長達20幾年。
2011年，獲准進入南非狐獴研究保護計畫區，也去過加拿大北極圈拍攝北極熊。2011年後投入野生狐獴觀察，被稱為「狐獴麻麻（媽媽）」。
2011年至2014年5度進出沙漠，目前擁有野生狐獴影音記錄最多的個人。包括狐獴10多個家族自2011到現在接近40,000 張攝影作品，及超過8,000 則影音紀錄。
2015年至2016年進入北極極地歷經零下30 度的環境，紀錄野生北極熊。
2019年進入肯亞，紀錄野生動物象群、鹿群、獅群...。

## 職業生涯
- 1991年至1993年 NCR 專案經理( 業務代表做起)
- 1994年至1995年 聯合報行銷開發及工商記者
- 1995年至2009年 聯懿廣告及卜樂思行銷負責人，創業(期間合作策略夥伴－奧美集團運籌廣告/ 凱絡媒體等，2000年擔任韓國三星來台的第一任廣告執行。[8])
- 2010年至今         不累本舖股份有限公司負責人
- 2015年至今         抱抱國際有限公司負責人

## 著作
- 2014年《遇見狐獴學會愛：Lisa温芳玲的生命故事》／天下文化
- 2016年《跟著狐獴站起來：放下憂愁，相信愛的動能會突破一切》／時報出版
- 2017年《動物物語系列4：勇闖南非親狐獴》／晨星

## 新聞
2011年9月，Meerkat madness transforms Taiwanese ex-multimillionaire’s life.
2013年，受邀至台灣公共電視TAIWAN OUTLOOK 全程英文採訪，於海外播出。
2015年9月30日，受邀至國民黨中常會分享狐獴，雖然與政治毫無關聯，卻成為第二天各大媒體的重要報導，而許多在場的中常委都表示：「我們實在應該學習狐的團結精神！」
2016年5月，記錄狐獴內建神奇排班表　她拍超過4萬照片、8千影像，受邀到許多學校和單位演講，從這嬌小的動物身上找回「愛」的價值，決心要傳遞狐獴的家族精神，激勵更多人。
2016年6月，用鏡頭記錄氣候變遷以及人類入侵，對狐獴造成的嚴重影響，南非狐獴滅絕危機。
2016年11月，受邀至山東衛視我是先生，分享為愛五次涉險入沙漠，尋找人類最原始的愛。
2019年12月，狐獴媽媽溫芳玲，紀錄肯亞象群孤兒院，籲動物保育。
2020年1月，狐獴媽媽溫芳玲遠征非洲拍攝。
2020年2月，永續微電影擴大企業影響力，抱抱國際總經理溫芳玲均親臨受最佳環境資源獎。
2020年9月，全球華文永續報導獎勇奪五獎電視台最多，以生態攝影師溫芳玲肯亞的現場鏡頭和觀察，臺師大的環境生態科學知識建構專題，TVBS新聞媒體合作。

## 外部連結
- 狐獴媽媽開講的Facebook專頁
- 央视网视频《我是先生 第二季》20161111
- Canon線上藝廊《Meerkat》 （页面存档备份，存于）